# Hypoprogesteronism
Hypoprogesteronism är en endokrin störning som innebär för låga nivåer progesteron. Kvinnor i fertil ålder har normalt högre värden än män.
Hypoprogesteronism hos kvinnor kan leda till ökad risk för missfall, mellanblödningar, dysmenorré och amenorré. Djurförsök på råttor har visat på samband mellan hypoprogesteronism och förhöjda nivåer fritt tyroxin (fT4).